# 杜爾加拉赫河
杜爾加拉赫河是俄羅斯的河流，屬於亞納河的左支流，由薩哈共和國負責管轄，河道全長507公里，流域面積約27,300平方公里，發源自上揚斯克山脈北麓。